# Maison Delichères
La maison Delichères, dite maison aux gargouilles est une maison de ville située à Aubenas, en France.
L'édifice, d'architecture gothique, est ornée de gargouilles sculptées dans le grès. Elle faisait partie au XVe siècle, des plus riches demeures albenassiennes.

## Description
Le corps de bâtiment sur quatre niveaux s'élève en une tourelle octogonale ornée de gargouilles. Les façades comportent plusieurs fenêtres à meneaux.

## Localisation
La maison Delichères, est située sur la commune d'Aubenas, dans le département français de l'Ardèche. Sur la grande place de la ville, elle fait face au château des Montlaur (XIIe - XVIIe siècle).

## Historique
L'édifice est inscrit au titre des monuments historiques en 1927.